# Пигес (дем Места)
Пигес (на гръцки: Πηγές, Пигес, катаревуса: Πηγαί, до 1926 година Σουρσούκιοϊ, Сурсукьой) е село в Гърция, дем Места (Нестос), административна област Източна Македония и Тракия. 

## География
Селото е разположено северозападно от Керамоти, в равнинна местност, част от долното поречие на Места. Целият район представлява малък полуостров, създаден за милиони години от наносите на Места, който се врязва на около километър в Бяло море.

## История

### В Османската империя
В днешното село са сляти бившите турски села Сусур кьой и Кутунджали. Кутунджали е малък чифлик. Съгласно статистиката на Васил Кънчов („Македония. Етнография и статистика“) към 1900 година Катуница е турско селище и в него живеят 150 турци.
На австро-унгарската военна карта Сусуркьой е отбелязано като Сосурки (Sosurki).

### В Гърция
В 1913 година селата попадат в Гърция след Междусъюзническата война. В 20-те години на XX век турското им население се изселва по споразумението за обмен на население между Гърция и Турция след Лозанския мир и на негово място са заселени гърци бежанци, а по-късно и каракачани. Според статистика от 1928 година село Сусуркьой и Кутунджали наброяват 73 семейства с 274 души, като са изцяло бежански.
Българска статистика от 1941 година показва двете села под общо име Сусуркьой с 665 жители.
Селото произвежда пшеница и боб и е развито и скотовъдството.
| Име      | Име        | Ново име       | Ново име       | Описание             |
| -------- | ---------- | -------------- | -------------- | -------------------- |
| Орта ада | Ορτὰ ᾿Αντὰ | Мити           | Μύτη           | местност, Ю от Пигес |
| Сазликия | Σαζλίκια   | Агия Параскеви | Αγία Παρασκευή | местност, З от Пигес |

Според преброяването от 2001 година има 1036 жители, а според преброяването от 2011 година има 770 жители.
Кутунджали
| Година    | 1913 | 1920 | 1928 | 1940 | 1951 | 1961 | 1971 | 1981 | 1991 | 2001 | 2011 | 2021 |
| --------- | ---- | ---- | ---- | ---- | ---- | ---- | ---- | ---- | ---- | ---- | ---- | ---- |
| Население | 74   | 222  |      |      |      |      |      |      |      |      |      |      |

Сусур кьой
| Година    | 1913 | 1920 | 1928 | 1940 | 1951 | 1961 | 1971 | 1981 | 1991 | 2001 | 2011 | 2021 |
| --------- | ---- | ---- | ---- | ---- | ---- | ---- | ---- | ---- | ---- | ---- | ---- | ---- |
| Население | 360  | 255  |      |      |      |      |      |      |      |      |      |      |

| Година    | 1913 | 1920 | 1928 | 1940 | 1951 | 1961 | 1971 | 1981 | 1991 | 2001 | 2011 | 2021 |
| --------- | ---- | ---- | ---- | ---- | ---- | ---- | ---- | ---- | ---- | ---- | ---- | ---- |
| Население |      |      | 401  | 744  | 892  | 1013 | 876  | 920  | 1021 | 1036 | 770  | 614  |